# Brenna (Italië)
Brenna is een gemeente in de Italiaanse provincie Como (regio Lombardije) en telt 1860 inwoners (31-12-2004). De oppervlakte bedraagt 4,9 km², de bevolkingsdichtheid is 454 inwoners per km².

## Demografie
Brenna telt ongeveer 669 huishoudens. Het aantal inwoners steeg in de periode 1991-2001 met 7,8% volgens cijfers uit de tienjaarlijkse volkstellingen van ISTAT.
| Jaar | Inwoneraantal |
| ---- | ------------- |
| 1991 | 1686          |
| 2001 | 1817          |

## Geografie
Brenna grenst aan de volgende gemeenten: Alzate Brianza, Cantù, Carugo, Inverigo, Mariano Comense.